# Тильт (покер)
Тильт — покерный термин, обозначающий состояние умственного или эмоционального замешательства, или разочарования, при котором игрок принимает неоптимальную стратегию, что обычно приводит к чрезмерной агрессии игрока.
Введение оппонента в тильт или борьба со своим тильтом — важный аспект покера. Тильт — относительно частое явление, которое, в большинстве случаев, происходит из-за разочарования, гнева на других игроков или из-за неудач.
Возможным вариантом происхождения слова «тильт» может быть отсылка к наклону (тильту) автомата для игры в пинбол. Разочарование от того, что мяч не попадает в лапки (флипперы) пинбольного автомата, может привести к тому, что игрок физически наклонит автомат, чтобы направить мяч к лапкам. Однако при этом в некоторых играх будет мигать слово «наклон» и лапки перестанут работать, из-за чего мяч возвратится в исходную позицию. Как и в покере, такая ситуация вызывает гнев из-за разочарования и приводит к пагубным последствиям для игровых навыков.
Первоначально термин «тильт» относился к покеру, но в последнее время он стал обычным термином и в других играх, особенно в шахматах и киберспорте. Тильт в киберспорте заставляет игроков «терять контроль из-за гнева».

## Причины тильта
Самая частая причина тильта — проигрыш, особенно публичный и унизительный. В покере бэд-бит может пошатнуть психологическое равновесие, необходимое для объективного восприятия игровой ситуации и вызвать фрустрацию. Ещё одна частая причина тильта — плохие манеры (неспортивное поведение и читерство) других игроков.
Возможной ситуацией является и «победный тильт», наступающий в результате положительного триггера. Например, неожиданного выигрыша или череды удач. Сильные положительные эмоции могут быть столь же головокружительными и вредными для игры, как и отрицательные.  Тильт и победный тильт могут привести к одним и тем же последствиям.

## Введение соперника в тильт
Попытки ввести оппонента в тильт могут не принести успеха в краткосрочной перспективе, но если потратить некоторое время на отработку этих навыков, можно быстро стать экспертом в «тильте» других игроков (с плохими манерами или без). Теоретически долгосрочная выгода от этой тактики - это положительное ожидание в денежном отношении.
Распространенные методы введения всех игроков за столом в тильт включают:
1. Розыгрыш слабых рук с меньшими шансами на победу в надежде либо проиграть и дать бэд-бит (что может быть приятным своей редкостью в игровом стиле, которая сделает игру за столом более «лузовой»), либо блефовать в присутствии оппонента с лучшей рукой (с возможностью показа блефа для максимального эффекта тильта).
2. Виктимизация людей за столом (считается старомодной тактикой, которую использовали «словесные» эксперты 1970-х годов, например Амарилло Слим).
3. Имитация суеты, превосходно продемонстрированная Полом Ньюманом против Роберта Шоу в «Афере» (хотя его техника включала и читерство).
4. Постоянная болтовня, непонятные звуки и движения после выигрыша раздачи, или другое странное поведение — это тактика тильта или ослабления, впервые предложенная Майком Каро .
5. Большое количество времени, используемое, чтобы объявить и показать свою руку при вскрытии карт. Такие умышленные нарушения покерного этикета имеют побочный эффект в виде замедления игры и риска исключения из-за стола, которое может привести к падению доходов опытного игрока. По этой и другим причинам подобная тактика чаще всего ассоциируется с новичками.

Такие выходки могут расстроить других игроков за столом и заставить их играть плохо.